# Werner Grundahl
Werner Grundahl Hansen (ur. 22 sierpnia 1914 w Kopenhadze, zm. 22 grudnia 1952) – duński kolarz szosowy i torowy, brązowy medalista szosowych mistrzostw świata.

## Kariera
Największy sukces w karierze Werner Grundahl osiągnął w 1935 roku, kiedy zdobył brązowy medal w wyścigu ze startu wspólnego amatorów podczas szosowych mistrzostw świata we Floreffe. W zawodach tych wyprzedzili go jedynie Włoch Ivo Mancini oraz Francuz Robert Charpentier. Był to jednak jedyny medal wywalczony przez Grundahla na międzynarodowej imprezie tej rangi. Na rozgrywanych rok wcześniej mistrzostwach świata w Lipsku zajął w tej samej konkurencji piąte miejsce. W latach 1933 i 1935 zwyciężał w duńskim Rudersdalløbet. Trzykrotnie zdobywał medale mistrzostw krajów nordyckich, w tym złoty w wyścigu drużynowym w 1935 roku. Startował także na torze, zdobywając między innymi złoty medal mistrzostw kraju w indywidualnym wyścigu na dochodzenie. Nigdy nie wystąpił na igrzyskach olimpijskich. Jako zawodowiec startował w latach 1935–1940.